# Міністрант
Міністра́нт (від лат. ministrare — «служити», «міністранс» — той, хто служить) — у католицькій відправі прислужники священника.

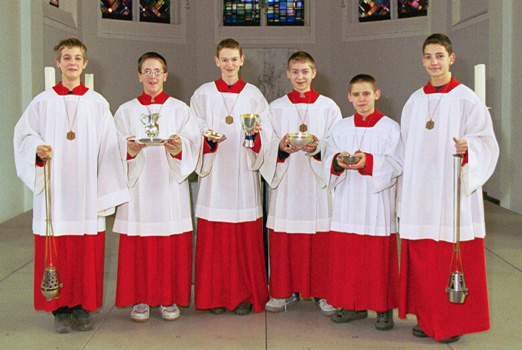
Міністранти

В Італії юних міністрантів називають к'єрікетті, (chierichetti) — здрібніла назва від слова «клир», тобто духовенство. Міністрантами або також і церковними прислужниками їх називають в Римо-католицькій церкві, де також існує назва «вівтарні дружинники», і саме під такою назвою юні служителі вівтарів діють в Українській греко-католицькій церкві, входячи у склад «Вівтарної дружини», а в країнах української діаспори їх найчастіше називають «Євхаристійним Лицарством», бо, в переважній більшості, вони є членами саме цієї молодіжної католицької організації.
У Римо-католицькій церкві в їхні обов'язки входить прислуговування при богослужіннях: вони допомагають священникові одягати ризи, беруть участь у процесійному поході перед відправою, допомагають вмивати руки, служать при уділенні вірним Причастя та виконують інші чинності під час Богослужіння, під час освячення один з міністрантів дзвонить у спеціальний дзвінок.
Звичайно міністрантами, після належного приготування є хлопчики та юнаки, але в багатьох країнах за дозволом місцевих єпископів це служіння виконують також і дівчата. Склад міністрантів часто змінюється — рік за роком приходять молодші члени, але й ті, що відійшли не поривають своїх зв'язків і прислуговують під час урочистих відправ. Міністранти та вівтарні дружинники мають власний літургічний одяг.

## Літургійне служіння. Загальні зауваження
Служителі приходять в храм приблизно за 15 хвилин до початку літургії. Цей час призначається для молитви, для духовного приготування до участі в Євхаристії або в обряді і для одягання, приготування необхідних предметів допомозі целебранту при одяганні.
Участь служителів в літургії не може обмежуватися виконанням наказаних функцій. Необхідно так ужитися у святі обряди, щоб брати участь в них «свідомо, гідно і плідно». Виконання певних функцій під час літургії має бути не «виступом», а служінням.
Усі служителі, що знаходяться під час літургії в пресвітерії, беруть участь в процесії Входу і знаходяться увесь час на своїх місцях. У ризницю виходять тільки у разі потреби. До Св. Причастя міністранти приступають першими, перед іншими вірними. Положенням тіла і жестами дають вірним приклад гідної і повної участі в Євхаристії.

## Вступ
Слово «міністрант» походить від латинського слова «ministrare», що означає — «служити». Отже, міністрант — це служитель. Вони служать Богові, коли роблять усе для того, щоб літургія була красивою. Слово «міністрант» особливо відноситься до служіння під час Святої Меси але міністрант також є помічником при здійсненні інших Таїнств і обрядів.
З якого часу існує служіння міністранта? Відповідь на це питання дуже проста: з тієї миті, з якого взагалі існує богослужіння.
У народі Ізраїлю одне коліно було обране для служби в храмі — коліно Левія. Коли утворювалася Церква, апостоли потребували когось, хто служив би народу. Тоді обрали сім помічників і назвали їх «дияконами», що означає «слугами». Коли християнські громади росли усі обов'язки розділяли на різних членів громад. У цьому далекому минулому можна знайти початок виникнення і діяльності таких громад служителів, які сьогодні називаються Літургійною Службою Вівтаря, скорочено — «міністрантами». Сама служба часом вимагає великої самовідданості. Але ми усвідомлюємо, що служимо Самому Богові і людям, і свідомість цього нас зміцнює. Кожен з нас по-справжньому дуже гордиться тим, що робить. Для нас перебування в Літургійній Службі Вівтаря — дуже велика радість, бо ми своїм служінням показуємо, що будь-яке богослужіння є справою не лише священника, але і усього приходу, і усіх вірних.
1. Міністрант є помічником при здійсненні Св. Меси і інших богослужінь. Він допомагає священникові, коли готує вівтар і жертовні дари, необхідні для здійснення Св. Меси.
2. Міністрант — той, хто несе знаки. Він несе певні предмети які є необхідними для здійснення літургії. Ці предмети мають для літургії особливе значення, вони націлені на те, щоб щось вказати вірянам, вказати на іншу невидиму дійсність.
3. Міністрант сам має бути знаком. Міністрант через своє служіння показує, що брати участь в літургії це не так, як в кіно або перед телевізором — слухати і дивитися. По справжньому брати участь у богослужінні — це теж і брати участь, і разом творити його, дієво в нім беручи участь.

Залежно від виконуваних завдань виділяють:
- церемоніарій (ceremoniarius);
- лектор (мінистрант Слова Божого);
- міністрант книги;
- міністрант вівтаря;
- круциферарій (cruciferarius) — міністрант хреста (від латів. «crux» — хрест, і «fero» — несу);
- туриферарій (turiferarius)- міністрант кадила («tus» — ладан);
- навикулярій (navicularius) — міністрант човника з ладаном («navicula» — човен);
- міністрант світла;
- міністрант води;
- хоралист;
- міністрант пасторала;
- міністрант митри.

Традиційне служіння міністранта виконують особи чоловічої статі, хоча у ряді європейських країн міністрантом може бути і дівчина. Це залежить від єпископської конференції конкретної країни, яка має право залежно від обставин дати відповідне рішення.

## Літургійний одяг

### Альба
Білий одяг — найдавніше літургійне встановлення в Церкві. «Священне покриття, загальне для усіх ступенів служителів, — альба, яка підперізується поясом (cingulum), якщо вона не скроєна таким чином, що щільно прилягає до тіла. Якщо альба не закриває повністю звичайний одяг навколо шиї, то, перш ніж одягнутися в альбу, слід пов'язати на шию амикт. Альба може бути замінена стихарем(superpelliceum, camisia) в тих випадках, коли не потрібно надівати поверх орнат (planeta, casula) або далматику, а також коли замість орната або далматики надівається тільки стола.
У давнину її надівали новохрещені і носили щодня впродовж так званого Білого тижня, як зовнішній знак отриманої благодаті. Існуюча в російській і українській мові назва «альба» латинського походження і означає «біла» (одяг). З IV-го століття альба стала загальноприйнятим одіянням усіх служителів літургії і є нею досі.

### Комжа
Комжа — це «укорочена» альба. Вона символізує те ж, тільки не так явно.

### Основні обов'язки міністранта відносно літургійного одягу
Це, передусім, — допомога священникові при надяганні і знятті одягу.
Цей обов'язок виконує іноді служитель ризниці, проте часто вона дістається міністрантам.
Міністрант одягається перший, потім чекає поки священник надіне гумерал (при деяких альбах гумерал не передбачений). Потім допомагає священникові надіти альбу. Його обов'язки:
- підняти рукави альби, щоб священникові було легше засунути в них руки;
- розпрямити альбу ззаду, якщо утворилися складки, заломи або зморшки;

Як розпрямити альбу ззаду, залежить від крою альби. Найчастіше зустрічаються два види крою:
- альба зшита так, що ззаду у неї немає складок, а є дві глибокі з боків. Цю альбу розпрямляємо так, щоб добре укласти ці дві складки.
- звичайну альбу потрібно вирівняти знизу і ретельно укласти складки. Робимо це так: внизу в декількох місцях складаємо тканину гармошкою, потім укладаємо альбу над поясом, витягаючи убік або вгору, якщо потрібно. При цьому треба стежити щоб ззаду пола альби були на тій же висоті, що і спереду, що встановлює сам священник. Пола альби по усьому колу мають бути на одній висоті.
- подати пояс так: кінці мають бути справа на однаковій висоті, проте пояс тримаємо не посередині, а так що права сторона довша, оскільки священник зав'язує його на лівій стороні.

Після альби священник надіває столу і орнат. Допомога міністранта при надяганні орната може — залежно від його виду — полягати в:
- застібанні кнопок, ґудзиків, блискавок, якщо вони розташовані так, що самому священникові до них важко дотягнутися;
- симетричному укладенні (вирівнюванні) орната;
- піднятті задньої частини орната, якщо на орнаті є тасьомки, щоб священник легше зав'язав їх.

При знятті одягу зі священника слід пам'ятати про такі дії:
- допомога в знятті орната і поміщені його у відповідному місці;
- прийняття поясу. Коли священник розв'яже пояс, беремо його, але не зав'язуємо його відразу, тому що нас чекає інший обов'язок — зняття альби;
- допомога в знятті альби. Плавно піднімаємо її і допомагаємо священникові вийняти руки з рукавів. Потім беремо альбу і вішаємо її на місце або складаємо.

Окрім конкретних обов'язків, пов'язаних з надяганням альби або комжі, їх зняттям і складанням, важливою для міністрантів є турбота про шанобливе відношення до літургійного одіяння. Служителі вівтаря відповідають за те, щоб ні до чого призначеному для служіння Богові, не відносилися легковажно і нешанобливо. Усе одіяння, речі, книги і інше літургійне приладдя повинні мати своє місце в ризниці або у відповідному приміщенні храму, куди і слід їх поміщати.

## Літургійні пози і жести
Зовнішній вигляд служителів відразу впадає у вічі, і тому міністрант повинен у такий спосіб підкреслити велич Святих Тайн, що здійснюються. Перед виходом до вівтаря міністранти повинні звернути увагу один на одного і, якщо потрібно поправити комжу, що збилася на бік або альбу, що завернулася у товариша.
У положенні стоячи дві основні риси:
- тулуб прямий, голова піднята;
- руки складені на висоті грудей (в деяких випадках руки можуть бути складені інакше, особливо руки священника; проте руки ніколи не мають бути спрямовані вниз, а тільки вгору, до Бога). У такій позі ми знаходимося і тоді, коли вимовляємо молитви або співаємо (напр. гімн, Символ віри).

Положення сидячи виражає зосереджений роздум над почутим словом Божим. Приймаючи положення сидячи, належить пам'ятати:
- першим сідає целебрант;
- займаємо такі місця, щоб не потрібно було далеко ходити, виконуючи наші служіння. Не можна переходити на іншу сторону пресвітерію.

Стояння навколішки — це не лише зігнуті коліна. Істотне значення мають також руки, складені на грудях, очі, спрямовані на Св. Таїнство, пряма спина.
Існує два різновиди уклонів: преклоніння голови і глибокий уклін :
1. Нахил голови: тіло випрямлене, тільки голова злегка схилена. Руки складені. Схиляємо голову:
- закликаючи трьох осіб Св. Трійці, ім'я Ісуса, Пресвятої Діви Марії і святого на честь якого служиться ця Меса;
- перед літургією і після її закінчення;
- приймаючи благословення.

2. Нахил тіла: схиляємося глибоко, усім тілом, руки залишаються складеними. Такий уклін священник виконує під час деяких молитов меси. Разом зі священником ми кланяємося так в наступних випадках:
- під час вимовлення Символу віри при словах «Від Духа Святого»;
- віддаючи честь вівтарю, на якому немає Св. Дарів.
- перед окадженям і після нього.

Ті, хто несе хрест, свічки і Євангеліє не кланяються і не стають на одне коліно.
Ця поза — знак, що виражає волю і бажання людини ушанувати Бога. Ми преклоняємо коліно тільки:
- перед Св. Дарами
- перед хрестом від поклоніння йому в Страсну П'ятницю до початку Пасхальної Вігілії.

Преклоняючи коліно, потрібно пам'ятати про наступне:
- завжди приклоняти праве коліно, не здійснювати при цьому ніяких інших жестів, наприклад, хресного знамення або уклону;
- тулуб має бути прямим;
- не можна приклоняти коліно на бігу; необхідно зупинитися, обернутися в потрібному напрямі і тільки потім приклоняти коліно;
- якщо приклоняють коліно двоє або усі міністранти одночасно, необхідно робити це струнко і рівно. При великій кількості служителів церемоніарій може подати знак до спільного преклоніння коліна.

Під час літургії не можна ні бігати, ні ходити, можна тільки простувати. Так ми виражаємо нашу повагу і велич Таїнств, які переживаємо. Це відноситься до процесії, але не лише. При кожному переході під час літургії слід зберігати такий характер руху. Тримаємося прямо, руки складаємо на грудях, не озираємося на всі боки, не відстаємо і не наступаємо на п'яти міністранту, який йде попереду. Ніколи не ходимо по храму в час:
- читання Євангелія,
- Молитви Євхаристії,
- молитви «Ось Агнець Божий»,
- завершального благословення.

Найчастіше ходіння під час літургії здійснюється у формі процесії. У цьому випадку слід йти рівномірно, в установленому порядку. Порядок процесії може визначатися згідно з двома критеріями:
- по виконуваних функціях;
- по росту.

Ці критерії можуть поєднуватися по-різному, залежно від обставин (кількість міністрантів, різниця у віці між ними, естетичні міркування).
Якщо міністранти в процесії йдуть по росту, то на чолі йдуть завжди міністранти кадила, потім міністранти світла зі свічками і міністрант, що несе хрест. За ними слідують по росту міністранти, одягнені в комжі, далі — старші служителі, одягнені в альби, потім — лектори (читці) і аколити (якщо такі є в парафії) і диякони. Диякон, а у разі його відсутності лектор несе Євангеліє і йде в середині процесії перед целебрантом.

#### Жести рук
Жести рук грають в літургії надзвичайно велику роль. Жестами рук людина найчастіше виражає добрі почуття до іншої людини, жестами рук повніше виражає свою віру і любов до Бога. Тому усі жести слід здійснювати виразно і правильно. Особливу увагу слід звернути на наступні:
- руки, складені для молитви (долоні прилягають одна до одної, пальці спрямовані вгору, великий палець правої руки поверх лівого, руки притиснуті до тулуба. Якщо декілька міністрантів йдуть поруч, вони завжди однаково складають руки);
- руки, що творять хресне знамення (ліва рука на грудях, права повільно торкається лоба, грудей і плечей);
- руки, що ударяють в груди (ліва рука покоїться нижче грудям, права стисла в кулак, легко ударяє в груди);
- руки, складені хрестом на грудях;
- руки, що творять знак миру (під час вітання миру);
- руки, що виконують літургійне служіння (мають бути в правильному положенні, в кожному випадку інакше, залежно від роду виконуваного служіння).

## Молитви для міністрантів

### Молитва передМесою
Приступаю до вівтаря Божого, до Бога радості і веселості моєї. До святої приступаю служби, хочу її добре виконувати. Даруй, Господи, щоб думки мої були присвячені Тобі, мої очі — звернені на вівтар, а серце — віддано тільки Тобі. Амінь.
| C: Допомога наша в імені Господа |  | C: Adiutorium nostrum in nomine Domini |
| M: Що Створив небо і землю       |  | M: Qui fecit coelum et terram          |
| C: Вклонимося хресту             |  | C: Inclinamus cruci                    |
| M: Благословимо Господа          |  | M: Benedicamus Domino                  |
| C: Йдемо до вівтаря Божого       |  | C: Procedamus ad altare Dei            |
| M: Богу подяка.                  |  | M: Deo gratias.                        |

### Молитва після Меси
Господи, доброта і любов Твоя призвали мене до Твоєї служби. Зроби, щоб через участь в Твоїх Святих Таїнствах, через сьогоднішній день і усе моє життя я йшов тільки дорогою порятунку. Через Христа Господа нашого. Амінь.
| C: Благословимо Господа |  | C: Benedicamus Domino. |
| M: Богу подяка.         |  | M: Deo gratias.        |

Покровителем міністантів та молоді є Святий Станіслав Костка.